# Żdżarka
Żdżarka – wieś w Polsce położona w województwie lubelskim, w powiecie włodawskim, w gminie Hańsk.
W latach 1975–1998 miejscowość administracyjnie należała do województwa chełmskiego.
Wieś stanowi sołectwo gminy Hańsk. Według Narodowego Spisu Powszechnego z roku 2011 wieś liczyła 67 mieszkańców.

## Części wsi
| SIMC    | Nazwa             | Rodzaj     |
| ------- | ----------------- | ---------- |
| 0103875 | Glinianki         | przysiółek |
| 0103852 | Leśna             | część wsi  |
| 0103881 | Świców            | kolonia    |
| 0103898 | Toki              | kolonia    |
| 0103869 | Żdżarka Włodawska | część wsi  |

## Historia
W wieku XIX wieś nazywana Żdżarka  alias Żdżary, położona nad jeziorem w powiecie włodawskim, gminie Hańsk, parafii łacińskiej w Sawinie, greckiej w Hańsku. W roku 1890 wieś posiadała  41 domów i 260 mieszkańców, 25 osad i 2122 mórg gruntu także szkołę początkową. Wieś wchodziła w skład dóbr Hańsk. Na obszarze wsi jezioro zwane Źdżareckim.

Według spisu z  roku 1827 było tu 29 domów i 237 mieszkańców.